# Wu Hanxiong
Wu Hanxiong (chinesisch 吴汉雄, Pinyin Wú Hànxióng; * 21. Januar 1981 in Shantou) ist ein ehemaliger chinesischer Florettfechter.

## Karriere
Wu Hanxiong gewann bei den Asienspielen 2002 in Busan und 2006 in Doha mit der Mannschaft jeweils die Goldmedaille, zudem sicherte er sich 2002 im Einzel Bronze. Bei Weltmeisterschaften erreichte er 2002 in Lissabon den dritten Platz der Einzelkonkurrenz, im Jahr darauf wurde er mit der Mannschaft in Havanna Vizeweltmeister. Bei den Olympischen Spielen 2004 in Athen zog Wu mit der chinesischen Equipe, nach Siegen über Südkorea und die Vereinigten Staaten, ins Gefecht um die Goldmedaille ein. Dort unterlag die Mannschaft Italien mit 42:45, sodass Wu die Silbermedaille gewann. Im Einzel unterlag er im Viertelfinale Salvatore Sanzo mit 10:15 und belegte am Ende den siebten Platz.